# Orodes II
Orodes II o Arsaces XIX reinó en el Imperio parto entre los años 57 a. C. y 38 a. C. Orodes era hijo de Fraates III al que asesinó en el año 57 a. C. ayudado por su hermano Mitrídates IV.

## Guerra civil
Mitrídates fue proclamado rey de Partia, según Dion Casio fue nombrado rey de Media; sin embargo investigaciones actuales sobre numismática parta indican que Mitrídates IV llegó a controlar Nisa, Mithradatkart Margiana, Traxiana, Rhagae, Susa y Seleucia del Tigris, llegando incluso a ceñirse la tiara antes que su hermano Orodes II. Es posible que el fracaso de la guerra contra Armenia,  llevada a cabo por Mitrídates, provocara el levantamiento de Orodes, que se hizo con la corona. 
Mitrídates IV tuvo que escapar a la Siria romana donde trató con el gobernador romano Aulio Gabinio. Pese a contar al principio con el apoyo romano, Mitrídates, invadió el territorio de los partos sin ayuda romana y tras una breve campaña fue sitiado por Surena, general de Orodes, en Seleucia del Tigris. Tras un prolongado sitio fue capturado y asesinado por orden de Orodes.

## La situación internacional de Partia
Partia había visto mermada su influencia política a partir del año 93 a. C. cuando entró en una etapa de guerras civiles por el trono conocida como Época oscura. El primero que aprovechó ese momento fue Tigranes el Grande, rey de Armenia, que en el año 87 a. C. se lanzó a una guerra contra Partia. El resultado fue favorable a Tigranes que logró hacerse con el vasallaje de las regiones de Adiabene, Osroene, Gordiene y Atropatene; dejando a Partia en una posición débil.

## La guerra con Roma
Las relaciones entre Partia y Roma se había deteriorado durante la tercera guerra mitridática (74-65 a. C.). Fraates III concertó con Pompeyo un tratado, por el cual el rey parto se comprometía a invadir el reino de Armenia en apoyo del joven Tigranes, hijo de Tigranes el Grande, y así impedir que este apoyara a Mitrídates VI del Ponto, al que se enfrentaría Pompeyo. Pese al fracaso parto en el sitio de Artaxata, los romanos lograron derrotar a Mitrídates e invadir Armenia, donde Tigranes se rindió.
Pompeyo respetó la integridad del reino de Armenia, incluidos los territorios vasallos arrebatados a los partos, y a su rey, lo que provocó el malestar de Fraates III que se sintió traicionado.

### Batalla de Carras
En torno al año 59 a. C. tuvo lugar la alianza entre Marco Licinio Craso y los dos políticos más importantes del momento, Pompeyo y César, alianza conocida como Primer Triunvirato. Craso fue enviado por un período de cinco años la provincia de Siria, con prerrogativas tales como realizar reclutamientos y tomar decisiones propias. Esta provincia prometía ser una fuente inagotable de riqueza, y lo habría sido de no haber buscado también la gloria militar y cruzado el Éufrates en un intento de conquistar Partia.
Craso había comenzado su tentativa de conquistar el reino de los partos, para ello invadió el norte de Mesopotamia logrando tomar algunas fortalezas, sin embargo Craso decidió retirarse para pasar el invierno, con el grueso del ejército, en Siria permitiendo, así, que los partos pudiera reorganizar un contraataque. La siguiente campaña de Craso se dirigió hacia Mesopotamia, en contra del consejo de Artavasdes II de Armenia que argumentaba la fortaleza de la caballería parta en campo abierto. El resultado de la Batalla de Carras (53 a. C.) fue desastroso para Roma, diez mil romanos murieron y otros veinte mil fueron hechos prisioneros; el propio Craso fue asesinado mientras negociaba con los partos.
Acto seguido el propio Orodes invadía Armenia y forzaba al rey Artavasdes II, hijo de Tigranes el Grande, a abandonar la alianza con Roma, casando a su hijo Pacoro con una hija de Artavasdes II, y entregar los territorios conquistados por su padre Tigranes a Partia. 
Debido a la victoria en Carrhae, el Imperio parto se aseguró la lealtad de los países al este del Éufrates. En el 52 a. C. los partos invadieron Siria sin éxito. Orodes II ordenó asesinar a Surena, que estaba ganando demasiado poder. y puso en marcha la invasión de la provincia romana de Siria dirigida por su hijo Pacoro. Los supervivientes de la masacre de Carras liderados por Cayo Casio Longino organizaron la defensa, Pacoro fue derrotado y el ejército parto regresó.
El sustituto de Casio, Marco Calpurnio Bíbulo, logró crear disensiones dentro de la familia real parta cuando pactó con Pacoro una rebelión contra su padre Orodes II. La guerra civil en Partia permitió a Roma fortificar su posición en Siria.

### La guerra civil en Roma
Durante la segunda guerra civil de la República romana Orodes eligió primero el bando de Cneo Pompeyo Magno. En 45 a. C. acudió en ayuda de Quinto Cecilio Baso, el exgobernador y rival de César, quien se había negado a renunciar a su cargo, cuando este fue sitiado por Cayo Antistio Veto en Apamea.
Tras el asesinato de César transfirió su apoyo a Marco Junio Bruto y a Cayo Casio Longino, rivales de Marco Antonio. Casio y Bruto se habían puesto en contacto con Orodes II en busca de apoyo militar. Tras su derrota en Filipos (42 a. C.), Orodes envió, en el 40 a. C., Pacoro y su aliado Quinto Labieno, general romano enviado de Bruto y Casio a Partia que tras Filipos se había refugiado en la corte de Orodes II,  para que atacaran Siria y Asia Menor tomando por completo el territorio. Sin embargo el contraataque romano dirigido por Publio Ventidio Baso recuperó los territorios perdidos y derrotó a Labieno y a Pacoro que fueron asesinados.

## Sucesión
Tras la muerte de Pacoro el rey designó como su sucesor a su hijo Fraates, el cual lo asesinó.
| Predecesor: Fraates III | Rey (Rey de Reyes) de Partia (de la Dinastía Arsácida) 57 a. C. - 38 a. C. con Mitrídates IV (57-55 a. C.) y con Pacoro I (51-38 a. C.) | Sucesor: Fraates IV |